# Rokuhara Tandai
El Rokuhara Tandai (六波羅探題?   «representante de Rokuhara») fue un puesto gubernamental de los jefes del shogunato Kamakura en Japón. Creado en 1221 tras el fracaso de la Guerra Jōkyū, el Rokuhara Tandai fungió como la autoridad de la agencia Rokuhara (六波羅?), que se encargaba de la seguridad de la región capital de Kioto (Kinai), de los asuntos judiciales en el oeste de Japón, y de las negociaciones con la Corte Imperial. A pesar de su función de proteger, el Rokuhara fungía como una policía secreta y sus agentes eran bastante temidos.
El cargo de Rokuhara Tandai reemplazó al Kyōto shugo, que era el gobernante militar de la capital. Durante la guerra de 1221, uno de los dos shugo había desertado, por ello el shogunato decidió abolirlo y reemplazarlo por la guarnición militar ubicada en Rokuhara, al este del río Kamogawa, en Kioto.
Consistía de dos puestos, Kitakata (北方?) y Minamikata (南方?); donde el Kitakata tenía un rango superior al Minamikata. Su objetivo buscaba impedir cualquier amenaza a la estabilidad del shogunato. Debido a que la Guerra Jōkyū aspiró la restauración imperial a través del Emperador Enclaustrado Go-Toba, el Rokuhara Tandai buscaba sellar cualquier intento de desestabilización, inclusive si fuese por parte del emperador de Japón.
El primer Rokuhara Tandai Kitakata fue Hōjō Yasutoki, quien lideró la victoria del shogunato contra Go-Toba en la batalla de Uji en 1221, y posteriormente se convertiría en regente (shikken).
Al igual que otros puestos claves del shogunato Kamakura como el shikken o rensho, todos los Rokuhara Tandai pertenecían al clan Hōjō, quienes actuaban como gobernantes de facto del país. Sólo con la caída del shogunato en 1333, durante la Guerra Genkō, en donde la ciudad de Kamakura sufrió un sitio e incendio, y luego un suicidio masivo de los miembros del clan, dio como consecuencia el fin del Rokuhara Tandai.

## Lista deRokuhara Tandai

### Kitakata

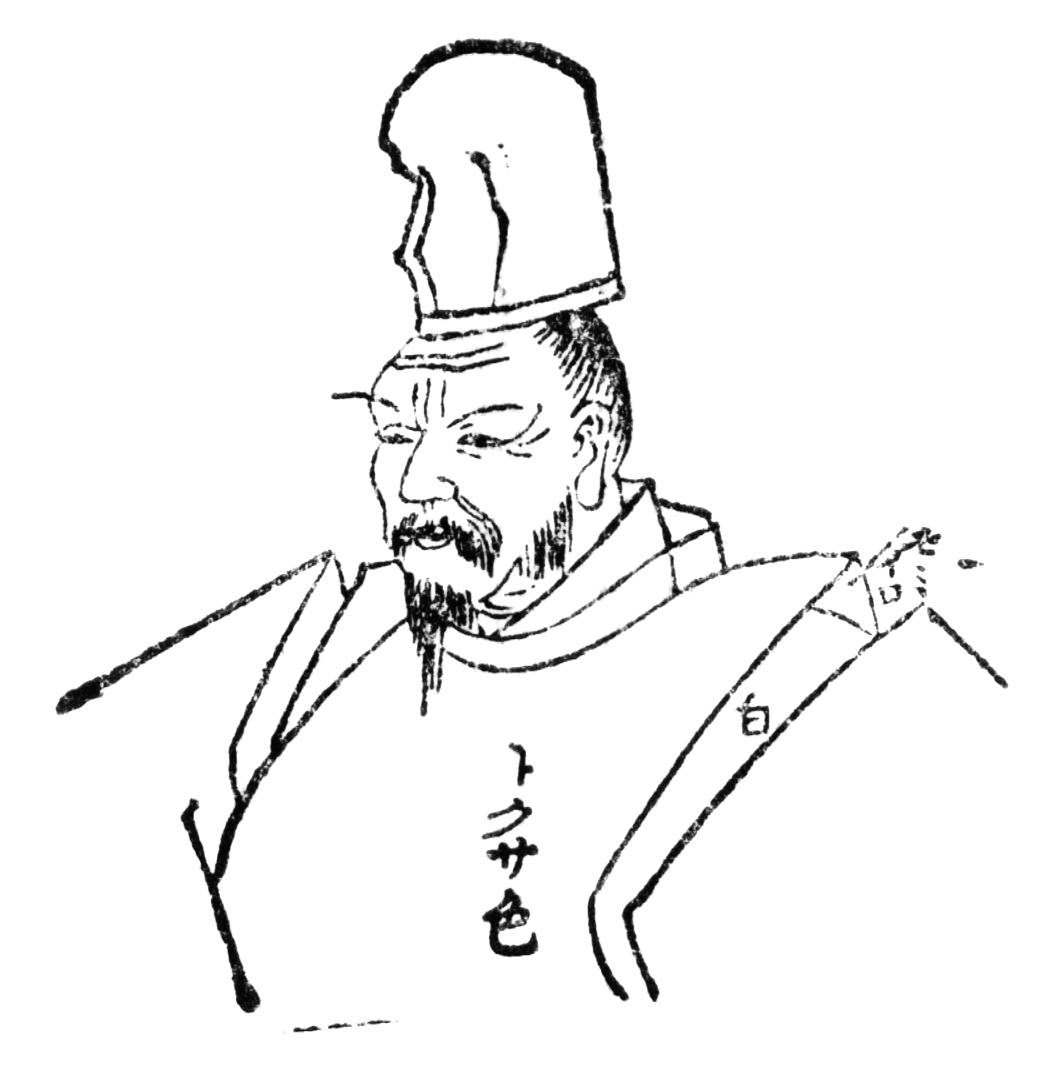
Hōjō Yasutoki, primer Rokuhara Tandai Kitakata.

1. Hōjō Yasutoki (r. 1221-1224) → promovido a Shikken
2. Hōjō Tokiuji (r. 1224-1230)
3. Hōjō Shigetoki (r. 1230-1247)
4. Hōjō Nagatoki (r. 1247-1256) → promovido a Hyōjōshū
5. Hōjō Tokimochi (r. 1256-1270)
6. Hōjō Yoshimune (r. 1271-1276)
7. Hōjō Tokimura (r. 1277-1287)
8. Hōjō Kanetoki (r. 1287-1293)
9. Hōjō Hisatoki (r. 1293-1297)
10. Hōjō Munekata (r. 1297-1300)
11. Hōjō Mototoki (r. 1301-1303)
12. Hōjō Tokinori (r. 1303-1307)
13. Hōjō Sadaaki (r. 1311-1314) → promovido a Rensho
14. Hōjō Tokiatsu (r. 1315-1320)
15. Hōjō Norisada (r. 1321-1330)
16. Hōjō Nakatoki (r. 1330-1333) - se suicidó

### Minamikata
1. Hōjō Tokifusa (r. 1221-1225)
2. Hōjō Tokimori (r. 1224-1242)
3. Hōjō Tokisuke (r. 1264-1272)
4. Hōjō Tokikuni (r. 1277-1284)
5. Hōjō Kanetoki (r. 1284-1287) → promovido a Kitakata
6. Hōjō Morifusa (r. 1288-1297)
7. Hōjō Munenobu (r. 1297-1302) → promovido a Hyōjōshū
8. Hōjō Sadaaki (r. 1302-1308) → promovido a Kitakata en 1311
9. Hōjō Sadafusa (r. 1308-1309)
10. Hōjō Tokiatsu (r. 1311-1315) → promovido a Kitakata
11. Hōjō Koresada (r. 1315-1324) → promovido a Hyōjōshū
12. Hōjō Sadayuki (r. 1324-1330)
13. Hōjō Tokimasu (r. 1330-1333) - se suicidó